# Valle Alto (Cochabamba)
Valle Alto o Región del Valle Alto es el nombre de una región de Bolivia, ubicada en el centro del departamento de Cochabamba. Forma parte la región de los Valles de Bolivia entre la cordillera de los Andes y la cuenca amazónica.

## Ubicación
El Valle Alto es una región agrícola en el corazón del departamento de Cochabamba e incluye partes de las provincias de Esteban Arze, Germán Jordán, Punata y Arani . El Valle Alto se extiende entre las latitudes 17° 31' y 17° 41' sur y las longitudes 65° 57' y 66° 05' oeste y cubre un área de 490 km² a una altitud de entre 2.800 y 2.550 m s. n. m.

## Municipios
Esta región concentra a los municipios de San Benito, Punata, Toco, Cliza, Sacabamba, Cuchumuela, Arani, Tarata, Tacachi, Villa Rivero, Arbieto, Anzaldo, Tolata, Santiváñez y Capinota.

## Geografía
El clima del Valle Alto es semiárido y templado, la temperatura media anual del Valle Alto está entre 17,8 y 16,4 °C, la precipitación media anual es baja de 470 a 385 mm. La estación seca del invierno austral se extiende de abril a noviembre.
El Valle Alto es drenado por los ríos Jatun Mayu, Pocoata, Sulti, Cliza y Calicanto, los cuales depositaron sedimentos del Terciario y Cuaternario en el valle.

## Demografía
El siguiente resumen muestra el número y distribución de la población en las cuatro provincias del Valle Alto.
| Provincia     | Población | Población urbana | Población rural |
| Arani         | 13,159    | 20.6 %           | 79.4 %          |
| Esteban Arze  | 14,350    | 15.5 %           | 84.5 %          |
| Germán Jordán | 27,605    | 26.7 %           | 73.3 %          |
| Punata        | 47,502    | 29.7 %           | 70.3 %          |
| Total (1992)  | 102,616   | 25.4 %           | 74.6 %          |

Los asentamientos con mayor población en las cuatro provincias son:
| Localidad   | Habitantes (1992) | Habitantes (2001) | Habitantes 2012 |
| Punata      | 12,758            | 14,742            | 19,559          |
| Cliza       | 5.172             | 6,534             | 8,362           |
| Arbieto     | 970               | 1,347             | 5,335           |
| San Benito  | 1,548             | 2,029             | 4.221           |
| Tarata      | 2,826             | 3,323             | 3,952           |
| Arani       | 3.009             | 3,512             | 3,542           |
| Tolata      | 1,370             | 2.207             | 3,368           |
| Ucureña     | 2,180             | 2.306             | 2,746           |
| Anzaldo     | 779               | 1.178             | 1.209           |
| San Lorenzo | ---               | 1,336             | 989             |

| Punata   | Punata     | 28.707 |
| Capinota | Capinota   | 19.392 |
| Capinota | Santivañez | 6.527  |
| Arani    | Arani      | 9.504  |